# Maraapunisaurus
Maraapunisaurus là một chi trong siêu họ Diplodocoidea, phân thứ bộ Khủng long chân thằn lằn (Sauropoda), là một chi khủng long ăn thực vật và bao gồm M. fragillimus, được coi là con khủng long lớn nhất mọi thời đại từng được phát hiện. Dựa trên mô tả còn sót lại từ một xương hóa thạch duy nhất, A. fragillimus có thể là loài động vật có xương sống dài nhất được biết đến nay với chiều dài từ 40 đến 60 mét (130 đến 200 ft), và có khối lượng lên đến 122 tấn. Tuy nhiên, vì những hóa thạch còn lại đã bị thất lạc ngay tại di chỉ khảo cổ sau khi được nghiên cứu và công bố trong những năm 1870, bằng chứng duy nhất còn sót chỉ là một bản vẽ và ghi chú thực địa. Amphicoelias có mặt trong khu vực địa tầng 6 ở hệ địa chất Morrison.

## Miêu tả
Loài thứ ba của Amphicoelias, A. fragillimus, chỉ được biết đến từ một mẫu vật hình cung cao 1,5 m (một phần của một đốt xương sống có gai), hoặc là cuối cùng hoặc là thứ hai từ cuối lên theo chuỗi các đốt sống lưng, tức là đốt D (lưng) 10 hay D9, đo được 2,7 m (8,8 ft). Bên cạnh đốt sống duy nhất này, ghi chú thực địa (tại chỗ) của Cope còn ghi chép về "một xương đùi khổng lồ" đặt cách đốt sống này vài chục mét và rất có thể đoạn xương đùi (mà không được miêu tả này) cũng thuộc về cùng một con vật.

## Lịch sử củaA. fragillimus

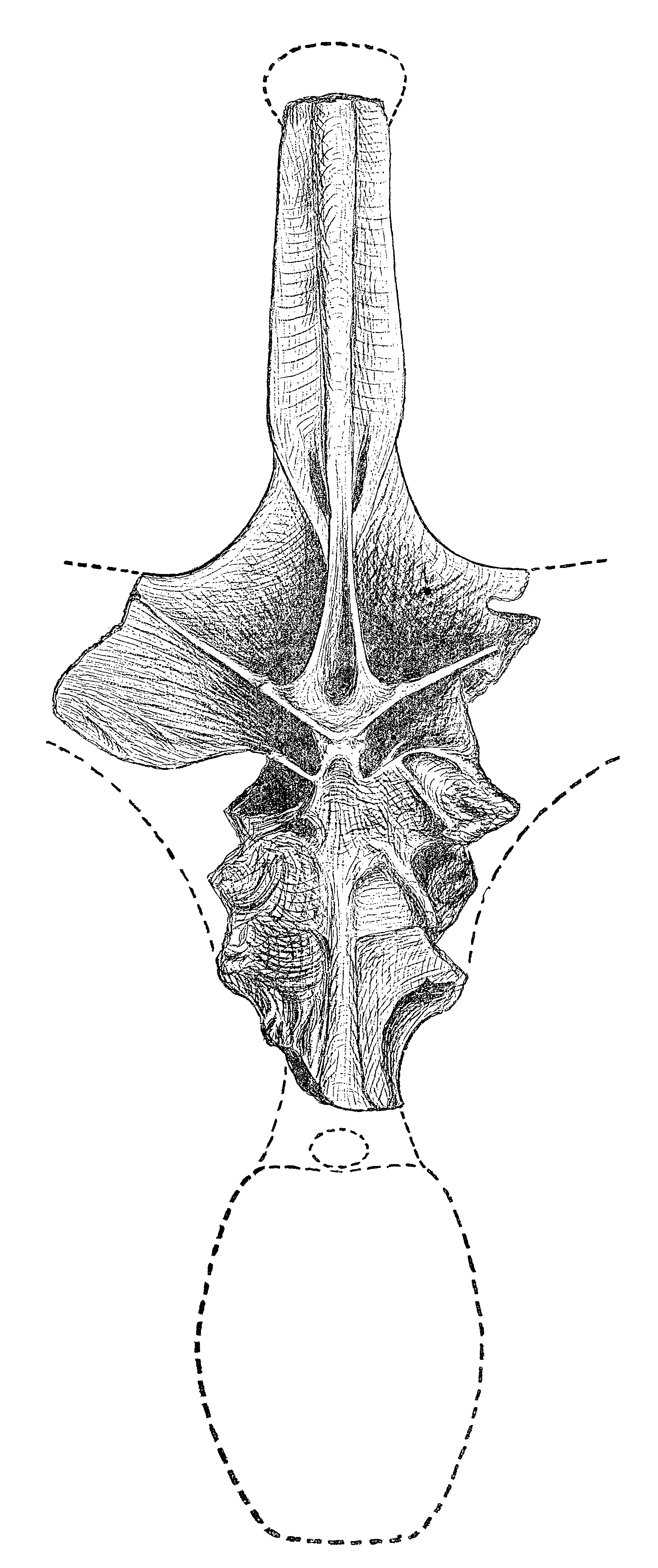
Bản vẽ duy nhất còn sót lại của Cope

Các mẫu vật của Amphicoelias fragillimus được thu thập bởi Oramel Lucas, một nhà sưu tập hóa thạch làm việc cùng với Edward Drinker Cope, ngay sau khi ông được Cope thuê vào năm 1877. Lucas phát hiện ra một phần đốt xương sống của một loài Khủng long chân thằn lằn mới ở Garden Park, phía bắc của Cañon City, Colorado, gần một mỏ đá đã phát hiện ra loài thuộc chi Camarasaurus. Các đốt xương sống trong tình trạng xấu, nhưng điều đáng ngạc nhiên lớn là chiều cao của nó nằm từ 1,5 mét (4,9 ft) đến 2,7 mét (8,9 ft). Lucas chuyển những mẫu vật tìm được cho Cope trong mùa xuân hoặc đầu mùa hè năm 1878, và ông đã công bố nó như một mẫu chuẩn đầu tiên (số danh mục AMNH 5777) của một loài mới, A. fragillimus vào tháng 8 Tên gọi này xuất phát từ fragillimus trong tiếng Latin (có nghĩa "rất mỏng mảnh, dễ hỏng") đề cập đến sự mỏng mảnh của xương được cấu tạo từ những phiến mỏng. Theo ghi chú trong sổ chép tay của Cope, được ghi chép dựa trên báo cáo của Lucas tại địa điểm khai quật vào năm 1879, các mẫu vật được phát hiện từ một ngọn đồi nằm phía nam mỏ đá Camarasaurus mà bây giờ được gọi là "Cope's Nipple". Trong khi Cope đã viết rằng địa điểm thuộc về thành hệ Dakota (giữa kỷ Phấn trắng), nhưng sự hiện diện của loài Camarasaurus trong cùng một loại đá cho thấy rằng chúng có thể thuộc về thành hệ Morrison, nơi mà tuổi được xác định là khoảng 150 triệu năm trước trong thời kỳ cuối kỷ Jura, cụ thể địa tầng Tithonia. Một hóa thạch xương đùi khổng lồ cũng được tìm thấy gần đốt xương sống, và nó có thể cũng thuộc về A. fragilimus.

### Hóa thạch biến mất

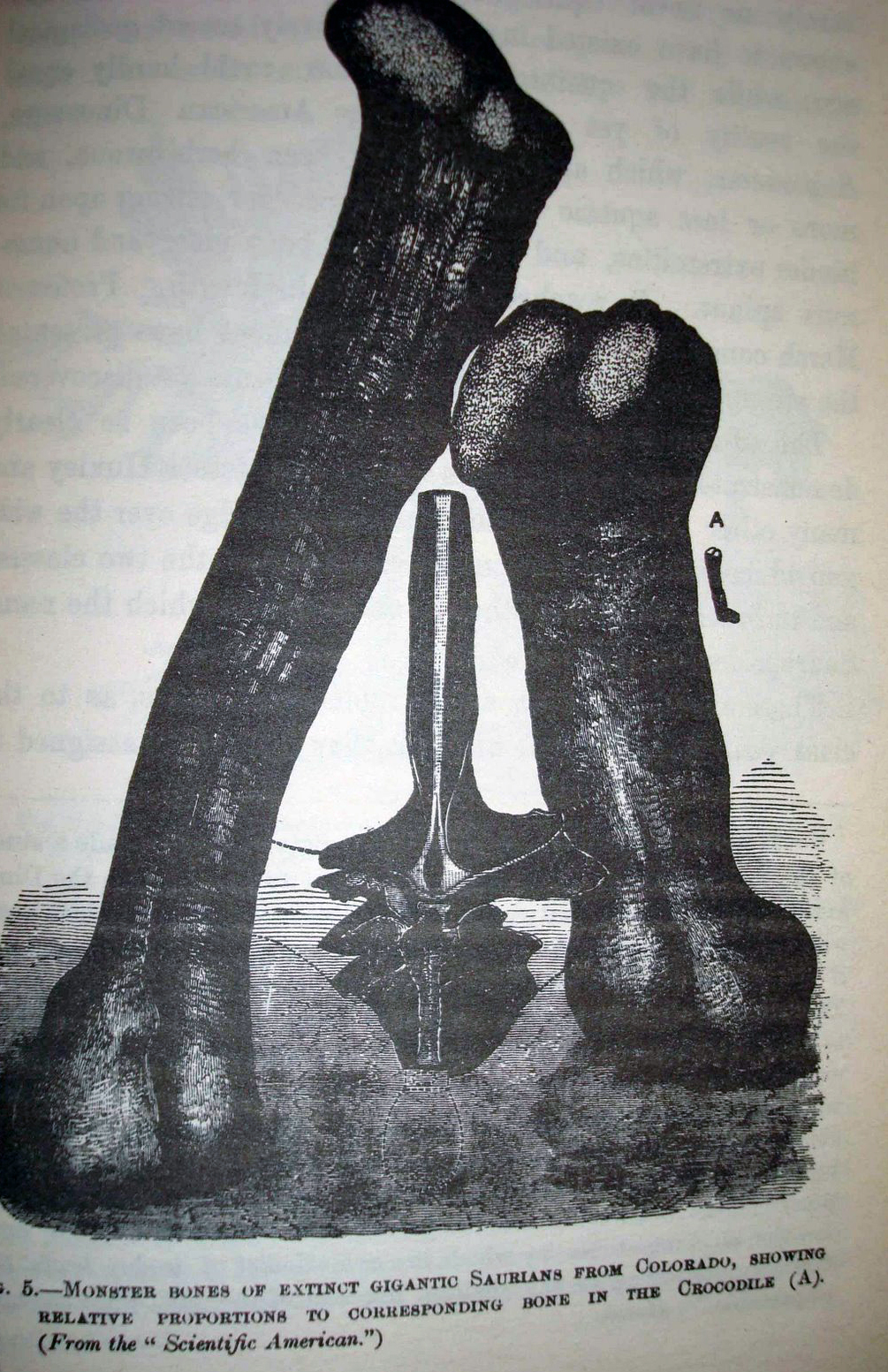
Minh họa những đốt xương của M. fragillimus, 1884

Những đốt xương khổng lồ được cho là của M. fragillimus thường bị phớt lờ trong những bản ghi chép tổng quát về những con khủng long lớn nhất, một phần vì theo những báo cáo khác nhau sau đó, không ai rõ nơi lưu trữ đốt xương sống và xương đùi, và mọi nỗ lực để tìm chúng đều thất bại. Năm 2006, Kenneth Carpenter đưa ra một giả thuyết về sự biến mất của những mẫu vật của M. fragillimus. Như theo lưu ý trong mô tả của Cope, nguyên liệu cấu trúc xương rất mỏng mảnh dễ hư hỏng, và kỹ thuật làm cứng và bảo quản hóa thạch vào thời gian này chưa được phát minh (đối thủ của Cope, nhà cổ sinh vật học O. C. Marsh, là người đầu tiên đã sử dụng hóa chất như vậy vào những năm đầu thập niên 1880). Carpenter cho ý kiến, mẫu hóa thạch M. fragillimus sau khi phát hiện từ mỏ đá được bảo quản trong đá bùn đã phong hóa mà có thể hỏng một cách dễ dàng và vỡ thành những mảnh nhỏ bất cứ lúc nào. Vì vậy, mẫu hóa thạch có thể đã bị hỏng và Cope loại bỏ ngay sau khi ông đã vẽ lại mặt sau cho bản báo cáo của ông (Carpenter cho rằng điều này có thể giải thích lý do tại sao Cope đã chỉ vẽ các đốt xương theo một góc cạnh, chứ không phải là từ nhiều góc độ như ông đã làm cho những phát hiện khác của ông).
Năm 1994, một nỗ lực đã được thực hiện để tái định vị mỏ đá, nơi mà A. fragillimus và nhiều loài khác đã được tìm thấy. Họ đã sử dụng radar xuyên đất (thiết bị GPR) trong một nỗ lực để chụp hình những khúc xương vẫn đang còn bị chôn vùi trong lòng đất. Cố gắng này không thành công vì đá bùn hóa thạch đã bị phong hóa này đều có mật độ tương tự như đất đá xung quanh, làm cho hai loại đất không thể phân biệt. Một nghiên cứu về địa hình địa phương cũng cho thấy địa tầng đá chứa hóa thạch đã bị xói mòn, và có lẽ là tại thời điểm mà Lucas khám phá ra A. fragillimus, ông đã chỉ ra rằng một phần lớn của bộ xương đã bị biến mất theo thời gian, duy chỉ có một đốt xương sống và xương đùi đã được phát hiện mà thôi.
Carpenter (2006) cũng ghi nhận rằng, do kích thước bất thường và sự biến mất bí ẩn của hóa thạch, mô tả của Cope về A. fragillimus đã bị nghi ngờ, một số người giả định rằng có một số lỗi đánh máy trong khi thực hiện phép đo. Lập luận của Carpenter cho rằng có lý do để tin vào lời nói của Cope, và lưu ý rằng danh tiếng của nhà cổ sinh vật học lừng danh một thời lúc đó đang bị đe dọa. Hai mẫu vật được phát hiện khi cuộc chiến tranh Hóa thạch đang diễn ra, và của đối thủ của Cope, Marsh, "luôn luôn sẵn sàng làm bẽ mặt" Cope, nhưng đã không đòi hỏi Cope bất cứ điều gì về hóa thạch này. Marsh đã sử dụng gián điệp để theo dõi cuộc khám phá Cope, và thậm chí có thể còn có được sự xác nhận về kích thước to lớn của Amphicoelias fragillimus. Các nhà cổ sinh vật học Henry Fairfield Osborn và C.C. Mook vào năm 1921, cũng như của John S. McIntosh vào năm 1998, đều đã chấp nhận các số liệu của Cope mà không đưa ra câu hỏi nào trong các bài điểm báo đã công bố.

## Kích thước

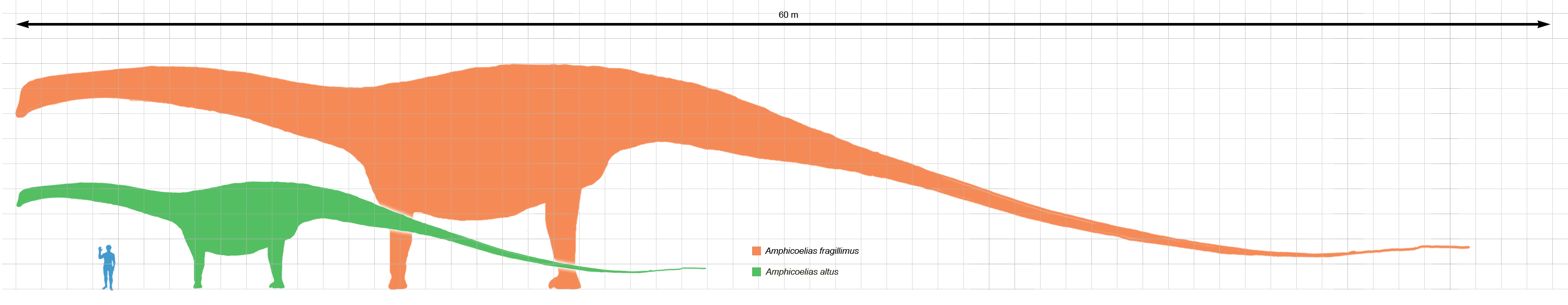
2 loài trong Amphicoelias: A. fragillimus (màu cam) và A. altus (xanh lá cây) so sánh với kích thước con người

Để cho ra một ước tính về kích thước hoàn chỉnh của A. fragillimus đòi hỏi cần điều chỉnh tỷ lệ xương của các loài đã được biết nhiều hơn trong họ Diplodocidae (một họ khủng long chân thằn lằn cực kỳ dài và mảnh dẻ) trong giả thuyết rằng tỷ lệ tương đối của chúng khá giống nhau. Trong bài báo gốc của mình, Cope đã làm điều này bằng sự suy đoán dựa trên kích thước xương đùi (xương chân trên) của A. fragillimus. Cope nhận thấy rằng, ở các loài Khủng long chân thằn lằn khác, đặc biệt là A. altus và Camarasaurus supremus, các xương đùi của chúng luôn cao gấp đôi đốt sống lưng cao nhất, và ước tính kích thước xương đùi của một con A. fragillimus khoảng 12 ft (3,7 m) tall.
Trong năm 1994, sau khi sử dụng loài liên quan, Diplodocus làm tham chiếu, Gregory S. Paul ước tính chiều dài xương đùi của A. fragillimus là 3,1–4 m (10–13 ft). Năm 2006, Ken Carpenter lại tiếp tục đánh giá lại A. fragillimus, cũng sử dụng Diplodocus làm hướng dẫn quy đổi tỷ lệ, nhận thấy xương đùi cao 4,3-4,6 m (14–15 ft). Carpenter đã ước tính kích thước hoàn chỉnh của A. fragillimus, mặc dù ông cho rằng các tỷ lệ tương đối của họ Diplodocidae có thể thay đổi từ loài này sang loài khác. Giả định cho rằng tỷ lệ tương tự như những con Diplodocus nổi tiếng, Carpenter đã đưa ra tổng chiều dài ước tính là 58 m (190 ft), mà ông nhận thấy nằm trong phạm vi do Paul đưa ra vào năm 1994 (40–60 m, hoặc 131–196 ft). Carpenter cũng chỉ ra rằng ngay cả những ước tính thấp nhất về chiều dài của A. fragillimus cũng cao hơn so với những con khủng long chân thằn lằn khổng lồ khác, chẳng hạn như Supersaurus (32,5 m, 107 ft), các loài của chi Sauroposeidon (34 m, 111 ft) thuộc họ Brachiosauridae, và chi Argentinosaurus (30 m, 98 ft) thuộc nhánh Titanosauria. Carpenter đã đưa ra các tỷ lệ có tính suy đoán hơn, cụ thể cho A. fragillimus (một lần nữa cũng dựa trên Diplodocus làm tỷ lệ), bao gồm cả cổ có chiều dài 16,75 m (55 ft), chiều dài cơ thể 9,25 m (30 ft), và chiều dài đuôi 32 m (105 ft). Ông ước tính tổng số chiều cao chân trước là 5,75 m (19 ft) và chiều cao chân sau là 7,5 m (25 ft), và chiều cao tổng thể (tại điểm cao nhất trên lưng) là 9,25 m (30 ft). Để so sánh thì cá voi xanh, loài động vật còn sinh tồn có chiều dài lớn nhất, với chiều dài có thể lên đến 30 m (98 ft).
Trong khi thân hình A. fragillimus tương đối mỏng thì kích thước khổng lồ của nó vẫn làm cho nó trở thành đồ sộ. Việc xác định trọng lượng của một con khủng long chân thằn lằn khó khăn hơn nhiều so với việc xác định chiều dài của nó, do các phương trình phức tạp hơn cần thiết để tính toán lại dễ tạo ra sai số lớn hơn khi dựa trên các biến đổi nhỏ trong các tỷ lệ tổng thể của con vật. Carpenter đã sử dụng ước tính năm 1994 của Paul về khối lượng của Diplodocus carnegii (11,5 tấn) để suy đoán ra rằng A. fragillimus có thể nặng tới 122,4 tấn. Con cá voi xanh nặng nhất được ghi nhận cân nặng khoảng 195 tấn, và con khủng long nặng nhất được biết đến từ các dấu tích được bảo quản khá tốt là Argentinosaurus, nặng 80-100 tấn. Tuy chiều dài gần gấp đôi Bruhathkayosaurus, nhưng nó vẫn nhẹ hơn so với Bruhathkayosaurus, được ước tính cân nặng lên đến 139 tấn.